# Julie Hayden
Pour les articles homonymes, voir Hayden.
Julie Hayden, aussi appelée Julia Hayden, est une enseignante afro-américaine, née vers 1857 et assassinée le 21 août 1874, à l'âge de 17 ans, par des membres de la White League, juste après sa prise de fonction dans une école d'enfants afro-américains au Tennessee.

## Biographie
Julie Hayden grandit à Spring Hill, dans le comté de Maury, au Tennessee,. Elle est scolarisée au Central Tennessee College (en) de Nashville, qui accueille des étudiants noirs se destinant à l'enseignement.
Hayden quitte Nashville et se rend à Hartsville dans le comté de Trousdale pour « instruire la population noire »,. À cette époque, enseigner la lecture aux Noirs est « interprété comme un défi envers le contrôle des Blancs ».
Hayden prend une pension chez le couple Emery et Pink Lowe. Trois jours après son arrivée à Hartsville, le 21 août à 2 heures du matin, des membres de la White Man's League envahissent le logement des Lowe, poursuivent Hayden dans les pièces puis la tuent en lui tirant dessus,,. D'après Harper's Weekly, « ses assassins se sont enfuis et la mort de Julia Hayden ne sera sans doute jamais vengée, sauf si la nation se mobilise pour éradiquer la White Man's League »,.
En août 1874, le journal Republican Banner annonce que le  surintendant de l'instruction publique, le colonel John Fleming, a demandé à Robert S. Smith, surintendant du comté de Trousdale, de lui communiquer un rapport sur cet assassinat. En septembre 1874, les citoyens noirs de Spring Hill, où vit la famille de Hayden, déposent une demande officielle auprès de John Calvin Brown (gouverneur du Tennessee) pour réclamer une enquête et l'arrestation des assassins.
Des accusations visent Pat Lyons et J. Bowen Saunders. Lors du procès, Saunders reconnaît avoir tué deux personnes noires. En octobre 1874, les deux accusés sont libérés sous caution pour un montant de 3 500 dollars.
D'après Alan Friedlander et Richard Allen Garber, Julie Hayden devient ensuite « une icône de la violence dans les États du Sud ».